# بيت ويشارت
بيت ويشارت هو موسيقي وسياسي بريطاني، ولد في 9 مارس 1962 في دنفيرملين في المملكة المتحدة. نشط حزبياً في الحزب الوطني الإسكتلندي.

## مناصب
- في الانتخابات العامة في المملكة المتحدة 2019، انتخب عضو البرلمان الثامن والخمسين للمملكة المتحدة  [لغات أخرى]‏ عن دائرة بيرث وبيرثشير الشمالية وقد انضم خلال فترته النيابية ‏ (12 ديسمبر 2019 – ) للكتلة البرلمانية الحزب الوطني الإسكتلندي.
- في الانتخابات العامة في المملكة المتحدة 2001، انتخب عضو البرلمان الثالث والخمسون للمملكة المتحدة  [لغات أخرى]‏ عن دائرة North Tayside (UK Parliament constituency) [الإنجليزية]‏ وقد انضم خلال فترته النيابية ‏ (7 يونيو 2001 – 11 أبريل 2005) للكتلة البرلمانية الحزب الوطني الإسكتلندي.
- في الانتخابات العامة في المملكة المتحدة 2005، انتخب عضو البرلمان الرابع والخمسون للمملكة المتحدة  [لغات أخرى]‏ عن دائرة بيرث وبيرثشير الشمالية وقد انضم خلال فترته النيابية ‏ (5 مايو 2005 – 12 أبريل 2010) للكتلة البرلمانية الحزب الوطني الإسكتلندي.
- في انتخابات المملكة المتحدة لعام 2010، انتخب عضو البرلمان الخامس والخمسين للمملكة المتحدة  [لغات أخرى]‏ عن دائرة بيرث وبيرثشير الشمالية وقد انضم خلال فترته النيابية ‏ (6 مايو 2010 – 30 مارس 2015) للكتلة البرلمانية الحزب الوطني الإسكتلندي.
- في الانتخابات العامة في المملكة المتحدة 2015، انتخب عضو البرلمان السادس والخمسين للمملكة المتحدة  [لغات أخرى]‏ عن دائرة بيرث وبيرثشير الشمالية وقد انضم خلال فترته النيابية ‏ (7 مايو 2015 – 3 مايو 2017) للكتلة البرلمانية الحزب الوطني الإسكتلندي.
- في الانتخابات العامة في المملكة المتحدة 2017، انتخب عضو البرلمان السابع والخمسين للمملكة المتحدة  [لغات أخرى]‏ عن دائرة بيرث وبيرثشير الشمالية وقد انضم خلال فترته النيابية ‏ (8 يونيو 2017 – 6 نوفمبر 2019) للكتلة البرلمانية الحزب الوطني الإسكتلندي.

## وصلات خارجية
- الموقع الرسمي
- بيت ويشارت على موقع IMDb (الإنجليزية)
- بيت ويشارت على موقع ميوزك برينز (الإنجليزية)
- بيت ويشارت على موقع ديسكوغز (الإنجليزية)
- بيت ويشارت على موقع قاعدة بيانات الفيلم (الإنجليزية)